# Cervelló (llinatge)

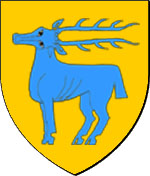
Escut d'armes dels Cervelló

Els Cervelló foren un llinatge català derivat del llinatge de Gurb. Les seves armes heràldiques eren en camp d'or, un cérvol d'atzur.

## Antecedents
- Ansulf de Gurb, comprà l'alou de Gurb al comte Borrell II de Barcelona (961)
- Sendred de Gurb (fill), després Sendred de Querol; fundador del llinatge de Querol
- Hug de Gurb (fill), després Hug I de Cervelló; fundador del llinatge de Cervelló

## Línia troncal de Cervelló

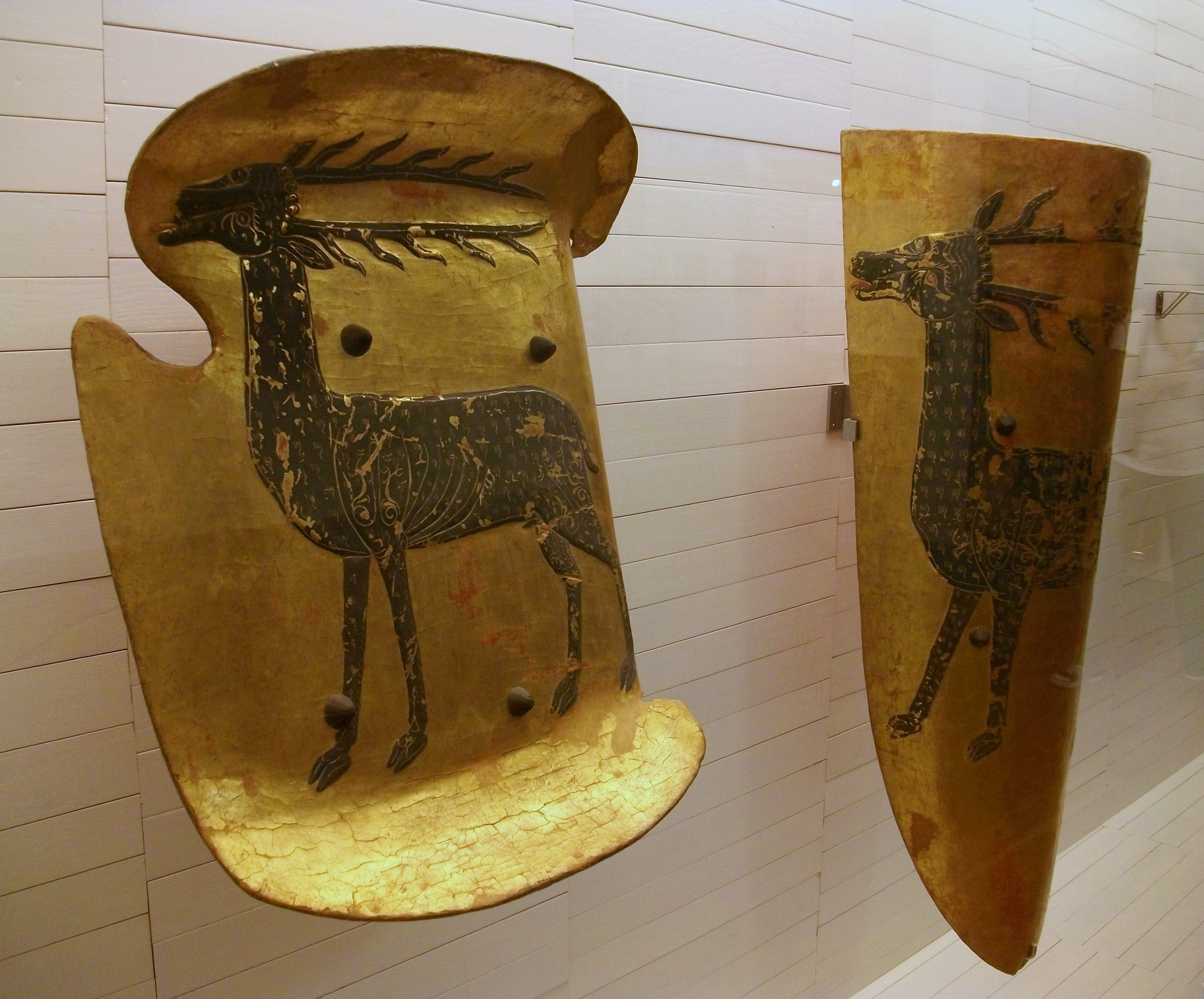
Tarja i pavès de Dalmau de Cervelló, procedents de la cartoixa de Valldecrist, finals del s. xiv, Museu de Belles Arts de Castelló.

El sobrenom Alemany després de Guerau no afecta la numeració.
- Hug I de Cervelló (?, 1025/27)
- Bonfill de Cervelló (? − 1039/49)[3]
- Umbert de Cervelló (bisbe de Barcelona)
- Alemany I  (?−1053)
- Guerau Alemany I  (−1079)
- Guerau Alemany II de Cervelló
- Guerau Alemany III
- Guillem de Cervelló, senyor de Talavera, lluità a la Croada d'al-Mariyya de 1147.
- Guerau Alemany IV  (germà i hereu) (?, 1167)
- Hug de Cervelló (arquebisbe de Tarragona)
- Guerau Alemany V  (germà i hereu) (?, 1193)
- Guillem I de Cervelló (?, 1227) casat amb Elvira d'Artusela, filla de Ximeno d'Artusela
- Guerau VI de Cervelló (?, 1229) mort molt jove a Mallorca
  - Felipa de Cervelló; les possessions passen al fill de Ramon Alemany Cervelló de Querol
- Ramon Alemany Cervelló de Querol (?, 1229), germà de Guillem I de Cervelló
- Guillem II de Cervelló
- Guerau VII de Cervelló (?, 1309) mort sense fills legítims durant la Croada d'al-Mariyya (1309)
  - les possessions passen a la línia secundària de la Llacuna, Vilademàger i Pontils

## Línia secundària de la Llacuna, Vilademàger i Pontils
- Guillem III de Cervelló (?, 1323) mort a Sardenya
- Guillem IV de Cervelló (?, 1347) mort a Sardenya
- Berenguer Arnau I mort a Sardenya
- Guillem Ramon I, (germà de l'anterior) (?, 1365) lluità a la Guerra dels dos Peres
- Guerau VIII  (?, 1392) fou majordom de Joan I d'Aragó i morí al setge de Palerm (1392)
- Berenguer Arnau II, (germà de l'anterior)
- Ramon Alemany de Cervelló i de Cardona (?, ? — ?, 1405), governador de Catalunya[4]
- Guerau Alemany de Cervelló i de Queralt (?, aprox. 1370 — ?, 1418), governador de Catalunya[5]
- Arnau Guillem de Cervelló i de Rajadell, reialista durant la Guerra Civil Catalana (1462-72)
- Guerau Alemany de Cervelló i de Cardona, rebel durant la Guerra Civil Catalana[6]
- Berenguer Arnau III, casà amb Joana de Castre-Pinós
- Berenguer Arnau IV  o Berenguer Arnau Cervelló de Castre-Pinós
  - Esdevenen Barons de Castre